# Звёздный крейсер «Галактика»: Кровь и хром
Звёздный крейсер «Галактика»: Кровь и хром (англ. Battlestar Galactica: Blood & Chrome) — приквел научно-фантастического сериала Звёздный крейсер «Галактика». Был задуман как веб-сериал, который повествовал о ранних приключениях молодого Уильяма Адамы (главный герой сериала), но особого успеха у зрителей не имел. Режиссёром стал Джонас Пейт, который до этого уже был режиссёром нескольких эпизодов сериала. Премьера состоялась 9 ноября 2012 года, а 10 февраля 2013 года был показан как полуторачасовой фильм на канале Syfy Universal.

## Сюжет
Спустя 10 лет войны с сайлонами, молодой пилот Уильям Адама (Люк Паскуалино), недавно окончивший Академию, попадает на один из самых мощных кораблей Колониального Флота — звёздный крейсер «Галактика». Вскоре ему придётся возглавить военную операцию, благодаря которой многолетняя война против сайлонов закончится победой Двенадцати колоний людей.